# قصر المنار
قصر المنار في بنغازي، ليبيا هو قصر تم بناءه في عهد الاستعمار الإيطالي في مدينة بنغازي، ليكون مقرا للولاة الإيطاليين وبينهم إيتالو بالبو وكان آخرهم رودولفو غراسياني الذي أقام فيه ليلة أثناء زيارته لبنغازي في 1937.
تعرض المبني كغيره من المباني في المدينة للقصف خلال الحرب العالمية الثانية، وتمت صيانته بعد الاستقلال ليكون مقرا رسمياً للملك في المدينة.
عُرف القصر في البداية باسم قصر الحاكم كذلك سمي باسم «قصر غراتسياني». وتم انشاؤه على مرحلتين، الأولى في 1913، تم فيها تشييد الجناح الغربي المطل على البحر بينما تم بناء الجناح الشرقي المطل على الشارع الرئيسي وميدان الخالصة في 1928 حيث توجد بوابته الرئيسية.

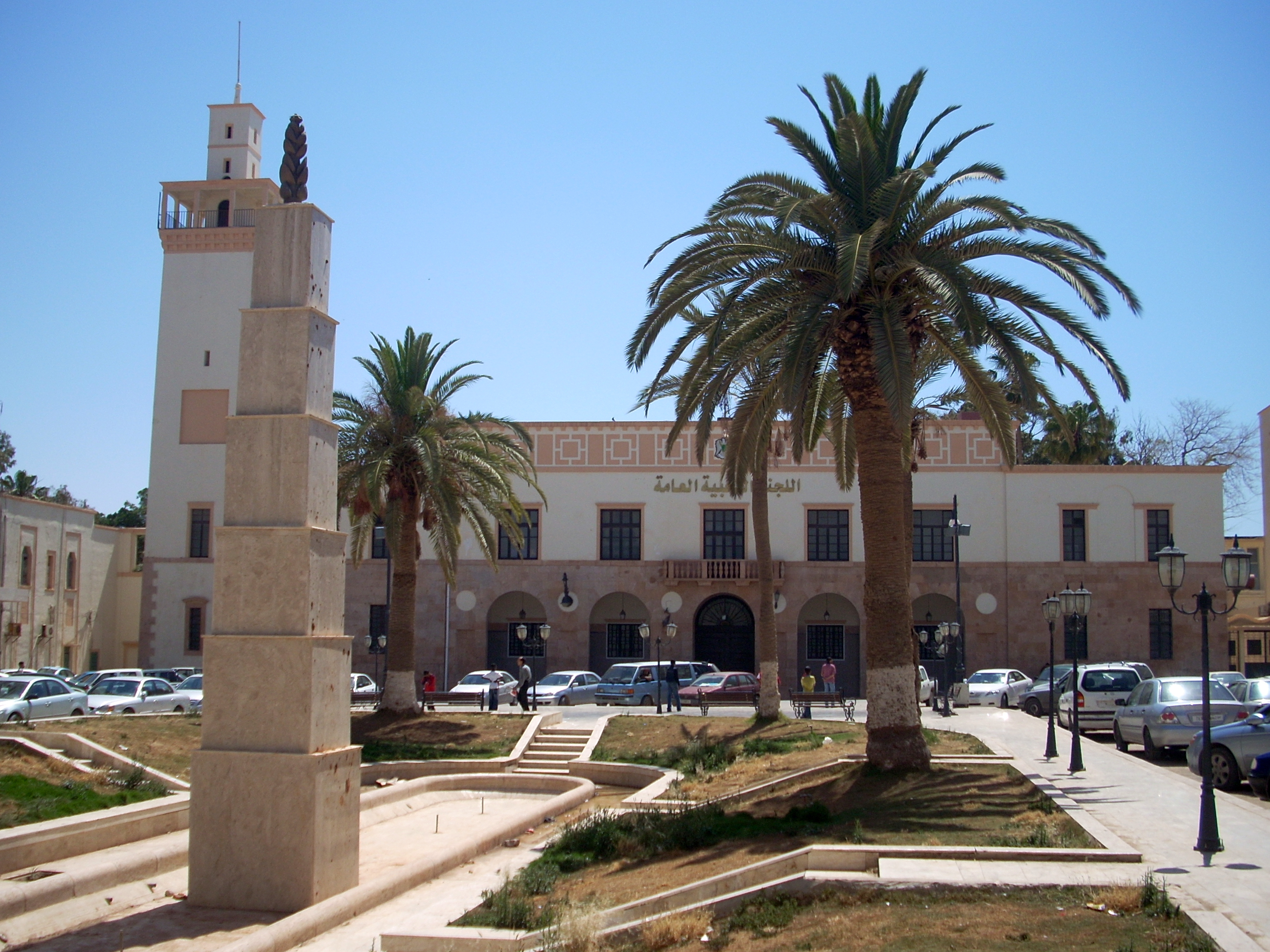
القصر اليوم.

شهد هذا القصر إعلان ملك ليبيا السابق إدريس الأول استقلال البلاد العام 1951. 
في 1954 وبمبادرة من عبد الحميد العبار رئيس مجلس النواب الليبي آنذاك، تم التنازل عن المبنى ليكون مقرا رئيسيا للجامعة الليبية، ليصبح في التسعينيات مقرا لأكاديمية اللغات التابعة لجامعة قاريونس.
في 30 أغسطس 2008 تم في القصر التوقيع على معاهدة الصداقة والشراكة والتعاون بين ليبيا وإيطاليا، حيث صار حتى 2011 تابعاً للجنة الشعبية العامة (رئاسة الوزراء) في بنغازي.
عقب الأحداث التي شهدتها بنغازي خلال ثورة 17 فبراير تعرض القصر للنهب ولحريق أتى على أجزاء منه، ولاحقاً شغلت إحدى الميليشيات القصر وكذلك احتلت جمعية «للسجناء السياسيين السابقين في عهد القذافي» بعض حجراته حتى اليوم.